# Mauroux (Lot)
Mauroux é uma comuna francesa na região administrativa de Occitânia, no departamento de Lot. Estende-se por uma área de 16,2 km². Em 2010 a comuna tinha 540 habitantes (densidade: 33,3 hab./km²).